# الهيئة العامة لرعاية الشباب والرياضة
تعتبر الهيئة العامة لرعاية الشباب والرياضة، السلطة الحكومية العليا المختصة برعاية قطاع الشباب والرياضة والعناية بشؤونهم ونشاطاتهم في دولة الإمارات العربية المتحدة. فهي تشرف على تدبير عدد من المؤسسات والمراكز العاملة في مجال تحسين وضعية الشباب في الدولة وتأطريهم، وكذا في المجال الرياضي في الإمارات السبع للاتحاد.

## تأسيس الهيئة
منذ قيام الإمارات العربية المتحدة سنة 1971، إلى غاية الآن، أولت قيادة الدولة اهتماماً متنامياً بفئة الشباب وقطاع الرياضة، من خلال المأسسة وتوفير الدعم الكافي، وتخصيص عدة مبادرات وطنية لتحقيق هذا المبتغى، لما تشكله فئة الشباب من مكانة في مسيرة التنمية لأي بلد في العالم.
ومنذ تأسيس الدولة، كان تدبير قطاعي الشباب والرياضة في إطار وزاري. ففي سنة 1971 تم إنشاء «وزارة الشباب والرياضة»، لغاية سنة 1976 عندما أدمجت بوزارة التربية والتعليم، وبقيت كذلك حتى إنشاء «المجلس الأعلى للشباب والرياضة» سنة 1980 الذي أعيد سنة 1990 إلى «وزارة الشباب والرياضة»، حتى سنة 1996، عندما أُدمج مرة أخرى بوزارة التربية والتعليم.
وفي عام 1999 تم إنشاء «الهيئة العامة لرعاية الشباب والرياضة»، في صيغتها الجديدة، حيث تعاقب على رئاستها كل من علي عبد العزيز الشرهان وزير التربية والتعليم حينها، ثم عبد الرحمن بن محمد العويس وزير الثقافة والشباب وتنمية المجتمع، ومن ثم الشيخ نهيان مبارك اَل نهيان منذ سنة 2013.

## أهداف الهيئة
ترمي الهيئة إلى توفير بيئة إيجابية جاذبة تمكن من رعاية الشباب وتأطير فئة الموهوبين والمتفوقين منهم، بالإضافة إلى تطوير القدرات البدنية والذهنية لشباب الدولة، وتنمية مهاراتهم الابداعية وتعميق مبادئ الهوية الوطنية في وجدانهم وغرس روح الولاء والانتماء ومفاهيم العمل التطوعي في نفوسهم.
كما تسعى الهيئة إلى الاهتمام بالرياضة وتطويرها وتوفير بيئة صحية نظيفة (خالية من المنشطات) لممارستها، فضلاً عن الارتقاء بنتائجها على مختلف المستويات الوطنية والدولية، بما يخدم صورة الدولة وسمعتها في هذا المجال.	

## مسؤوليات ومهام الهيئة

### في قطاع الشباب
تعمل الهيئة على تطبيق السياسة الحكومية المتعلقة بقطاع الشباب ووضع الخطط التنفيذية والمشاريع الكفيلة بتحقيقها، ولاسيما فيما يتعلق بإنشاء المراكز الشبابية، وتوزيعها على مختلف أرجاء الدولة بطريقة متوازنة جغرافياً وسكانيا، لتحقيق أكبر قدر من الاستفادة من هذه الخدمات على صعيد الاتحاد. كما تشرف على مختلف المراكز والجهات الشبابية، ومتابعة أعمالها ودعم أنشطتها وتقييم أدائها، بالإضافة إلى التنسيق والتعاون مع الجهات الوطنية والدولية المعنية بمختلف الوسائط، بما في ذلك اتفاقيات الشراكة ومذكرات التفاهم، رغبة منها في تحقيق أكبر قدر من التنسيق في هذا الصدد.

### في قطاع الرياضة
تعمل الهيئة على تطبيق السياسة الحكومية المرتبطة بقطاع الرياضة، ووضع الخطط والمشاريع الكفيلة بتنفيذها، سعياً إلى تحقيق نتائج رياضية متميزة تساهم في رفع راية الدولة في مختلف الميادين الإقليمية والقارية والدولية. كما تقوم بنشر ثقافة الرياضة في مختلف الأوساط المجتمعية بحيث تصبح الرياضة أسلوب حياة قادر على إنتاج مواطنين أصحاء، دون إغفال مسألة الاهتمام بالمعاقين والعنصر النسائي والعناية بهم واتخاذ الإجراءات الكفيلة بإشراكهم في الأنشطة الرياضية داخل الدولة، وليس الاكتفاء فقط بفئة الشباب. وبالنسبة للخدمات التي تشرف عليها الهيئة في هذا الصدد، فهي عديدة، على غرار رخص مزاولة الأنشطة الرياضية، وتنظيم البطولات المحلية والدولية، وكذا ملفات علاج اللاعبين. 

## المؤسسات والمراكز التابعة للهيئة
تشرف الهيئة على تدبير عدد من المؤسسات والمراكز التابعة لها، على غرار مراكز الشباب الثمانية، المنتشرة في كل من الشارقة وعجمان والغيل، وهي مراكز للشباب، بالإضافة إلى مراكز الفتيات في كل من أم القيوين والفجيرة ورأس الخيمة وفلج المعلا ومربح، إلى جانب الجمعيات الشبابية. بالإضافة إلى الأندية العلمية في كل من الفجيرة ورأس الخيمة. كما تشرف الهيئة على المجالس الرياضية في كل من أبو ظبي ودبي والشارقة، وكذا اللجان والاتحادات والجمعيات الرياضية في الدولة.

## الجوائز والمسابقات
في إطار مساعي دعم مجالي الشباب والرياضة في الدولة، تحرص الهيئة على منح بعض الجوائز، بهدف تحفيز الشباب والأندية والنوادي الرياضية، على غرار جائزة الإنجاز الرياضي، لتكريم أصحاب أفضل الإنجازات الرياضية، للأفراد والمؤسسات، وكذا مسابقة كأس التفوق، التي تُمنح للأندية الرياضية والمؤسسات الثقافية والمجتمعية، بهدف تعزيز الجانب الثقافي الاجتماعي، بالإضافة إلى 	جائزة الإمارات للشباب، من خلال تحفيز الشباب لإبراز إبداعاتهم ومهاراتهم وقدراتهم الابتكارية داخل الدولة. 